# گزنه‌سای قرمز
گزنه‌سای قرمز (نام علمی: Lamium purpureum) نام یک گونه از سرده گزنه‌سا است.

## نگارخانه

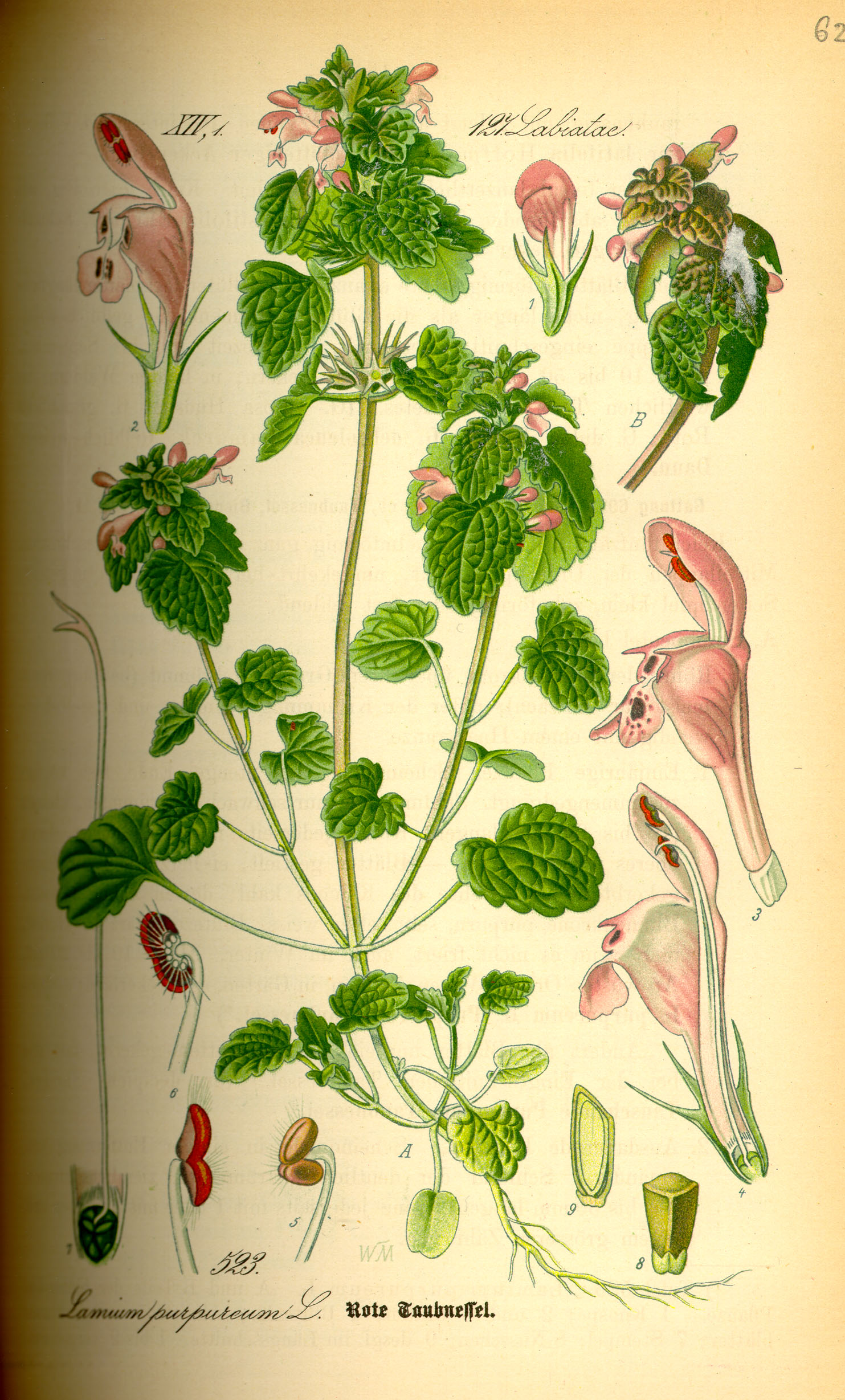
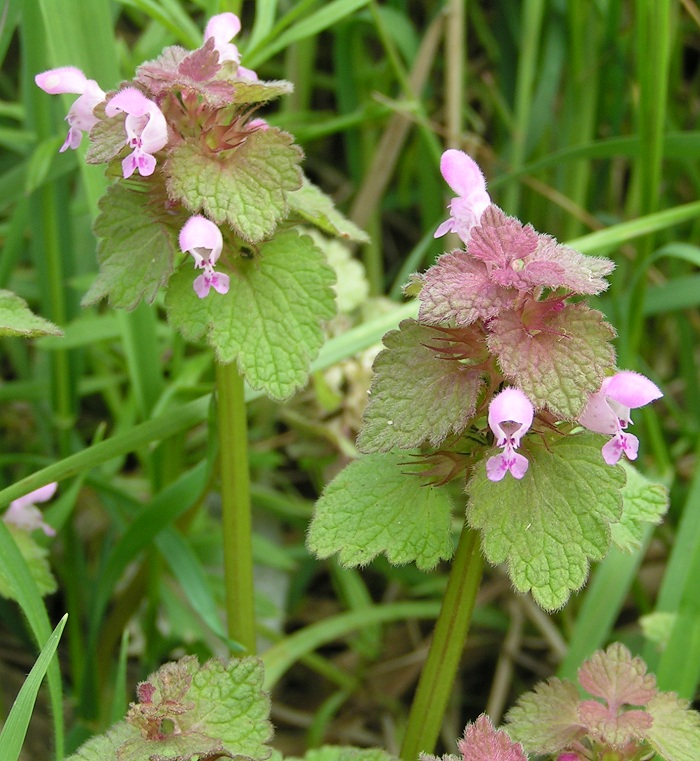
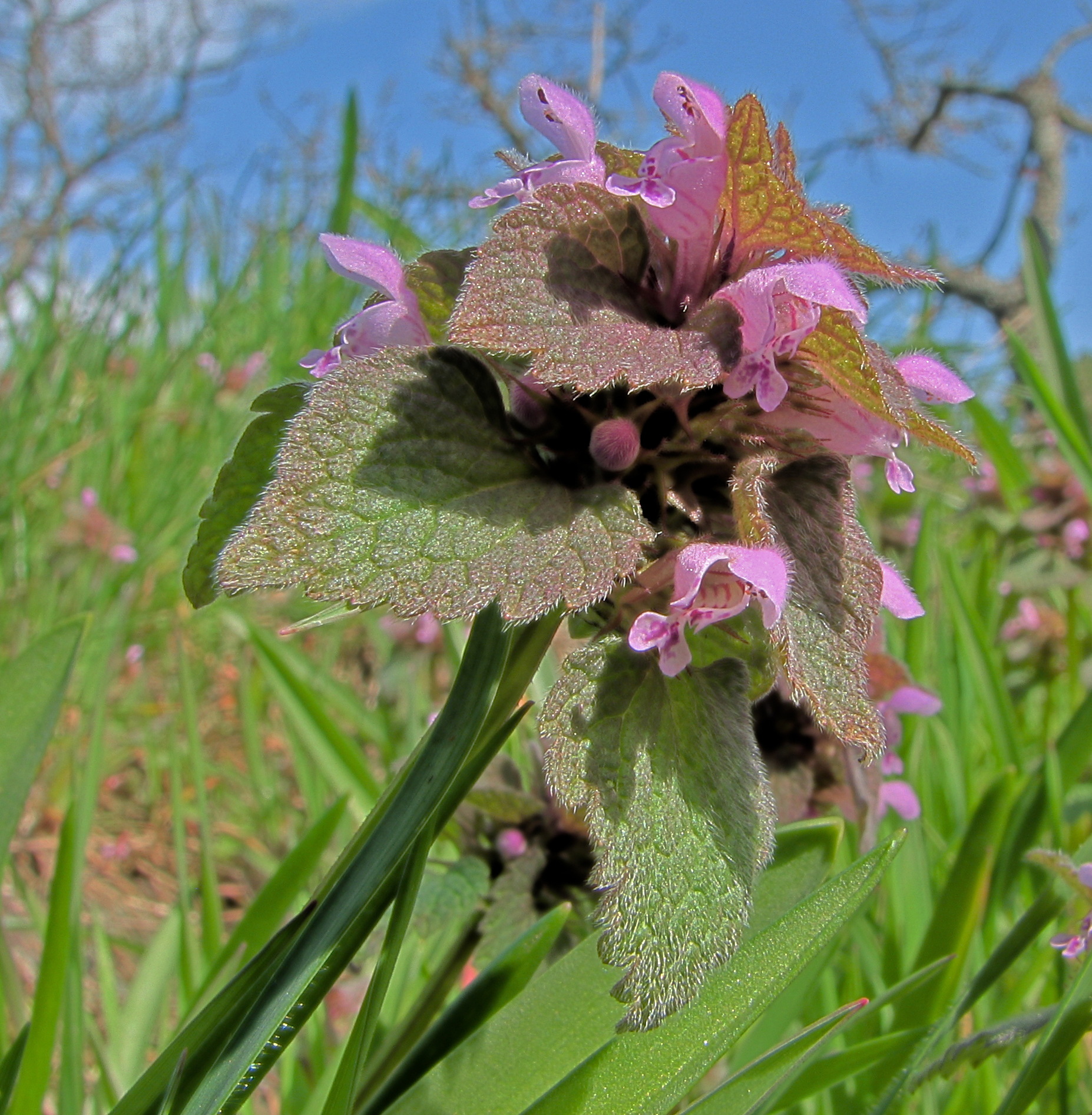